# فرشته سیاه (فیلم ۱۹۴۶)
فرشته سیاه (انگلیسی: Black Angel) یک فیلم در ژانر درام و نوآر به کارگردانی روی ویلیام نیل است که در سال ۱۹۴۶ منتشر شد.

## بازیگران
- دن دوریا
- جون وینسنت
- پیتر لوره
- برودریک کرافورد
- کنستانس داولینگ
- والاس فورد
- فردی استیل
- فلورانس آئر
- جرج چندلر
- هوبرت کواناوگه